# Nothofidonia
Nothofidonia là một chi bướm đêm thuộc họ Geometridae.